# Chtelnica
Chtelnica (Hongaars:Vittenc) is een Slowaakse gemeente in de regio Trnava, en maakt deel uit van het district Piešťany.
Chtelnica telt 2551 inwoners.